# Klępsk
Klępsk (dawniej Klemsko, niem. Klemzig) – wieś sołecka w zachodniej Polsce, w województwie lubuskim, w powiecie zielonogórskim, w gminie Sulechów, na Wysoczyźnie Lubuskiej, około 9 km od Sulechowa. Zamieszkiwana przez 513 osób (stan na 30 czerwca 2025). W latach 1975–1998 zlokalizowana w województwie zielonogórskim.

## Historia
Pierwsza wzmianki o Klępsku pochodzą z 1314 r. Właścicielami wsi byli komes Jaktor razem z żoną Jadwigą. W latach 1385–1388 właścicielami wsi byli Hannus de Calkrute i Fricz Treppelen. W XIV w. wybudowano tu drewniany kościół, który w XVI w. przekształcono i zaadaptowano na potrzeby ewangelików, a pierwszym ewangelickim pastorem był Baltazar Nievus. 19 sierpnia 1945 kościół poświęcono jako kościół filialny parafii Łęgowo.

### Emigracja do Australii w 1838 r.
Na świecie Klępsk jest znany szczególnie jako miejsce, skąd wyemigrowali do Australii pierwsi Niemcy. Król Prus, Fryderyk Wilhelm III von Hohenzollern, zamierzał doprowadzić do zjednoczenia protestantów. W tym celu ustanowił w 1817 r. tzw. Unię Pruską na mocy dekretu gabinetowego. W 1821 r. wprowadzono nową księgę, regulującą zasady sprawowania nabożeństw (tzw. Agenda), w tym eucharystii. Zawarte w niej reguły spotkały się ze sprzeciwem wielu luteranów, dla których oznaczały one ustępstwa w sprawach wiary. Konflikt zaostrzył się, począwszy od 1830 r., kiedy to odbywały się obchody trzechsetlecia konfesji augsburskiej. Wtedy to król, wydanym przez siebie dekretem, zażądał, by uroczystości te obchodzono zgodnie z wydanymi dziewięć lat wcześniej regulacjami.
Duchownym odmawiającym stosowania się do instrukcji odbierano prawo sprawowania posługi duszpasterskiej, a miejsce ich zajmowali duchowni – zwolennicy unii. Nabożeństwa odprawiane prywatnie zostały zakazane, a ich uczestnicy karani byli aresztem oraz grzywnami. Pastor luterański chrzczący dziecko karany był grzywną 50 talarów, dziecko zaś poddawane było ponownemu chrztowi przez pastora unii. Takie i podobne wydarzenia zrodziły w wielu chęć wyemigrowania. Popularne było wówczas emigrowanie do USA oraz do Rosji. Ale nie aż do Australii.
Inicjatorem emigracji był pastor August Kavel z Klępska. Pierwsza grupa, licząca ponad 200 emigrantów wyruszyła na barkach ze wsi Cigacice (Tschicherzig) 8 czerwca 1838 roku. Płynęła Odrą aż do kanału, dalej Sprewą do Berlina (17 czerwca). Następnie Hawelą i Łabą do Hamburga. Z Hamburga grupa została zabrana dwoma żaglowcami („Prince George” i „Bengalee”) w ponad czteromiesięczną podróż do Australii (8 i 9 lipca), do której udać się można było, opływając po drodze całą Afrykę (nie było jeszcze Kanału Sueskiego). Obydwa żaglowce dopłynęły w okolice Port Adelaide 16 listopada („Bengalee”) oraz 18 listopada („Prince George”). Nieco później wypłynęły z Hamburga dwa inne statki: „Zebra” oraz „Catharina”.
Żaglowcem „Prince George” przybyły do Południowej Australii rodziny z następujących miejscowości: Klępsk (Klemzig), Okunin (Langmeil), Kargowa (Unruhstadt), Kolesin (Goltzen), Żółków (Salkau), Karczyn (Harthe), Krężoły (Krummendorf), Trzciel (Tirschtiegel), Łęgowo (Lang Heinersdorf), Kępsko (Schönborn), Ostrzyce (Ostritz), Kiełcze (Keltschen) oraz Kije (Kay).
Miejsce, do którego dopłynęły żaglowce, było położone o kilometr na północ od dzisiejszego Port Adelaide, zwanego wówczas Port Misery. Nazwa jak najbardziej trafna, gdyż niewiele tam było prócz mokradeł i błota. Stamtąd wyprawiano się na poszukiwanie odpowiedniej lokalizacji na osiedlenie. Wybrano ziemię położoną ok. 7 km na północny wschód od centrum Adelaide. Założoną w ten sposób wieś nazwano Klemzig, czyli tak jak tę opuszczoną w Niemczech. Obecnie Klemzig jest dzielnicą Adelaide.

## Inne
W miejscowości funkcjonuje biogazownia rolnicza o mocy 1 MWe i 1,4 MWt, zrealizowana przez spółkę ITEO. Prace budowlane wykonała spółka Pol-Aqua, a technologię dostarczyła niemiecka firma Biogas Hochreiter. Roczna wydajność instalacji do wytwarzania biogazu rolniczego to 4 633 117 m³/rok. Rodzaj instalacji: fermentacja mezofilowa, silnik jednopaliwowy (gazowy) – turbiny gazowe.

## Części wsi
| SIMC    | Nazwa       | Rodzaj     |
| ------- | ----------- | ---------- |
| 0914289 | Nowy Klępsk | przysiółek |

## Komunikacja
- Klępsk – Babimost (lotnisko) – 10 km PKS (droga wojewódzka 304)
- Klępsk – Sulechów – Zielona Góra – 28 km PKS
- Klępsk – Łęgowo Sulechowskie – Buków (droga powiatowa)

## Walory przyrodnicze
- park (1,4 ha)
- dąb szypułkowy (pospolity i piramidalny)
- jesion wyniosły
- lipa srebrzysta
- klon
- olsza czarna
- sosna wejmutka
- platan
- jodła
- żywotnik zachodni
- iglicznia trójcierniowa
- choiny kanadyjskie
- robinia akacjowa (sprowadzona z Ameryki Płn., największe skupisko w Polsce)
- daglezja zielona (sprowadzona z Ameryki Płn.)
- oczka i stawy wodne (w pobliżu znajduje się Jezioro Wojnowskie)

## Zabytki

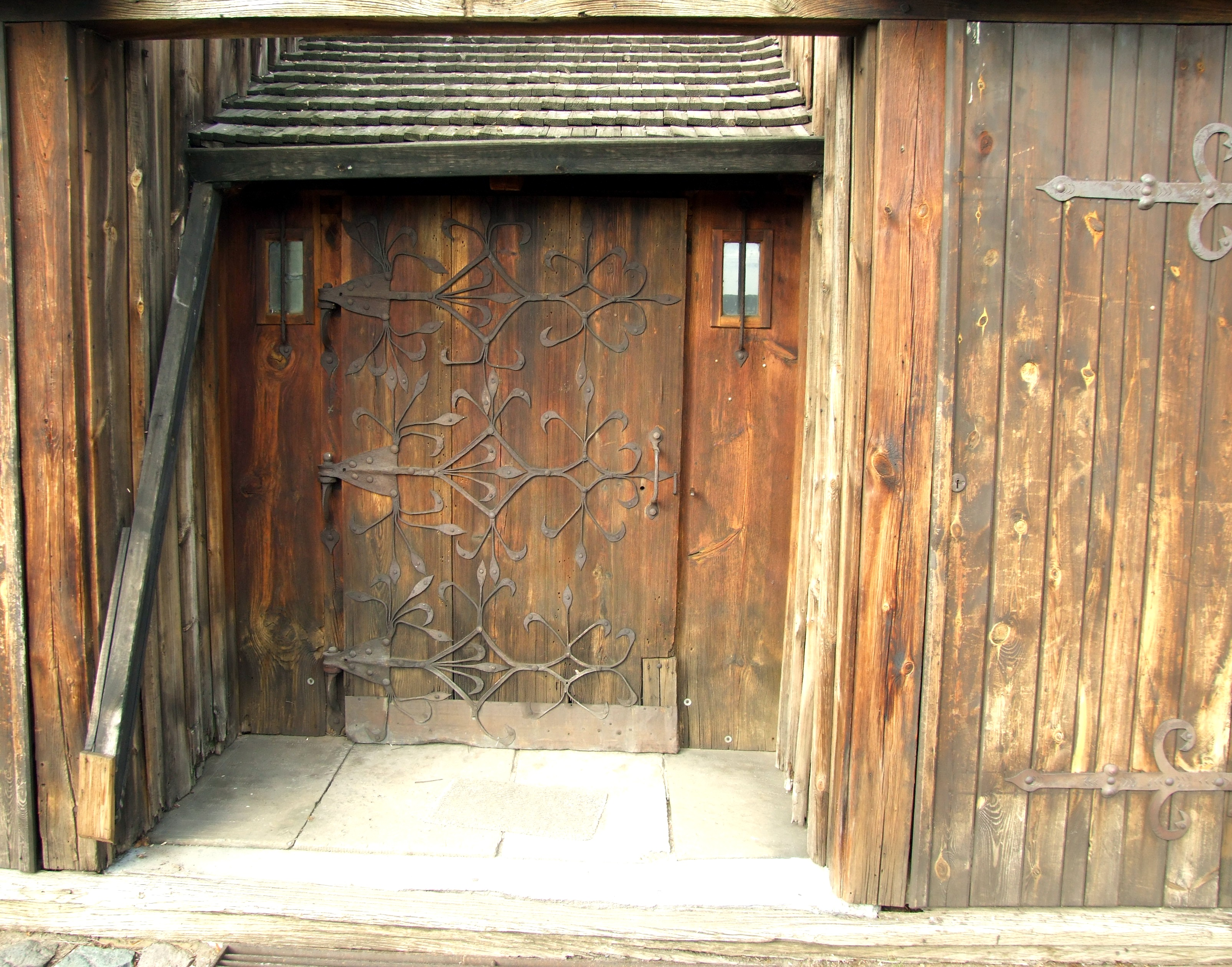
Okucia drzwi kościelnych

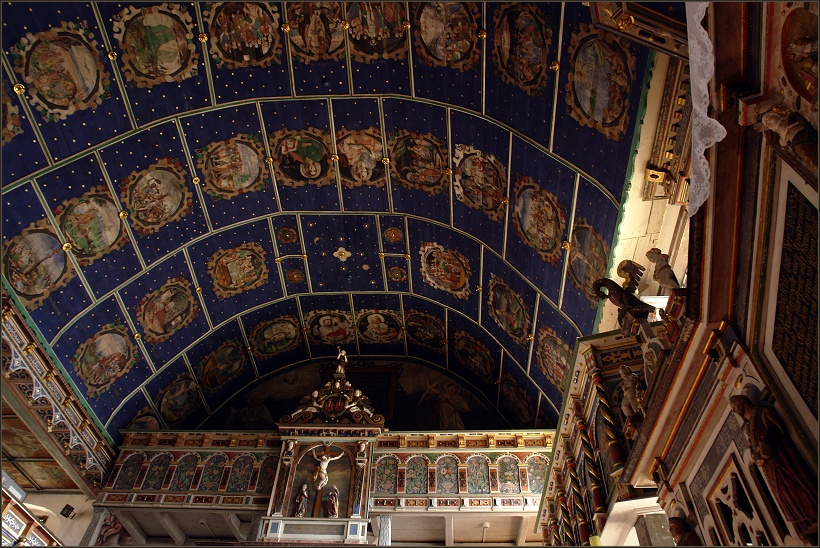
Wnętrze kościoła (fragment polichromii na suficie)

Do wojewódzkiego rejestru zabytków wpisany jest zespół dawnego kościoła ewangelickiego:
- kościół, obecnie rzymskokatolicki filialny pw. Nawiedzenia Najświętszej Marii Panny
- kaplica grobowa rodziny Philipsborn z 1915 r.
- dawny cmentarz z aleją lipową z XVI-XX w.
- ogrodzenie z bramami, murowane z XVI w.
- kapliczka Matki Boskiej z La Salette
- rzeźby drewniane
- leśniczówka
- ścieżka dydaktyczna
- pomniki przyrody
- głaz, 2 m wysokości, 16 m w obwodzie, wyryto w nim nieodczytany do dzisiaj epigraf

## Znani z Klępska
- Waldemar Sługocki